# Passeur d'espoir
Passeur d'espoir est un film croate réalisé par Branko Schmidt, sorti en 2009.

## Synopsis
Aux confins de la Bosnie-Herzégovine et de la Croatie, travaillant comme passeur pour la mafia locale, Mirko voit sa vie transformée lorsqu'il décide de protéger une jeune femme ayant survécu au naufrage du bateau qui transportait un groupe de clandestins chinois.

## Fiche technique
- Titre : Passeur d'espoir
- Titre original : Put Lubenica
- Réalisation : Branko Schmidt
- Pays : Croatie
- Année de production : 2006
- Durée : 90 minutes
- Date de sortie : 22 avril 2009 (France)

## Distribution
- Kresimir Mikic

## Récompenses - Sélections
- 2006 : Prix d'interprétation masculine au Festival du film de Pula
- 2006 : Antigone d'or au Festival international du film méditerranéen de Montpellier
- 2012 : Présentation du film à Paris dans le cadre des Journées du cinéma croate contemporain (manifestation organisée en collaboration avec les Cahiers du cinéma)